# Zgornje Vetrno
Zgornje Vetrno je naselje u slovenskoj Općini Tržiču. Zgornje Vetrno se nalazi u pokrajini Gorenjskoj i statističkoj regiji Gorenjskoj. 

## Stanovništvo
Prema popisu stanovništva iz 2002. godine naselje je imalo 44 stanovnika.